# ISO 3166-2:PE
ISO 3166-2:PE – kody ISO 3166-2 dla Peru.
Kody ISO 3166-2 to część standardu ISO 3166 publikowanego przez Międzynarodową Organizację Normalizacyjną. Kody te są przypisywane głównym jednostkom podziału administracyjnego, takim jak np. województwa czy stany, każdego kraju posiadającego kod w standardzie ISO 3166-1. 
Aktualnie (2018) dla Peru zdefiniowano kody dla 25 regionów i jednej samodzielnej prowincji.
Pierwsza część oznaczenia to kod Peru zgodnie z ISO 3166-1, natomiast druga część oznaczenia znajdująca się po myślniku to trzyliterowy kod jednostki administracyjnej.

## Kody ISO
| Kod ISO | Nazwa jednostki administracyjnej | Nazwa jednostki administracyjnej w języku hiszpańskim | Nazwa jednostki administracyjnej w języku ckeczua | Nazwa jednostki administracyjnej w języku ajmara | Rodzaj jednostki administracyjnej |
| ------- | -------------------------------- | ----------------------------------------------------- | ------------------------------------------------- | ------------------------------------------------ | --------------------------------- |
| PE-LMA  | Lima                             | Municipalidad Metropolitana de Lima                   | Lima llaqta suyu                                  | Lima hatun llaqta                                | samodzielna prowincja             |
| PE-AMA  | Amazonas                         | Amazonas                                              | Amarumayu                                         | Amasunu                                          | region                            |
| PE-ANC  | Anqash                           | Anqash                                                | Anqash                                            | Ankashu                                          | region                            |
| PE-APU  | Apurímac                         | Apurímac                                              | Apurimaq                                          | Apurimaq                                         | region                            |
| PE-ARE  | Arequipa                         | Arequipa                                              | Ariqipa                                           | Arikipa                                          | region                            |
| PE-AYA  | Ayacucho                         | Ayacucho                                              | Ayakuchu                                          | Ayaquchu                                         | region                            |
| PE-CAJ  | Cajamarca                        | Cajamarca                                             | Kashamarka                                        | Qajamarka                                        | region                            |
| PE-CAL  | Callao                           | El Callao                                             | Qallaw                                            | Kallao                                           | region                            |
| PE-CUS  | Cuzco                            | Cusco                                                 | Qusqu                                             | Kusku                                            | region                            |
| PE-HUV  | Huancavelica                     | Huancavelica                                          | Wankawillka                                       | Wankawelika                                      | region                            |
| PE-HUC  | Huánuco                          | Huánuco                                               | Wanuku                                            | Wanuku                                           | region                            |
| PE-ICA  | Ica                              | Ica                                                   | Ika                                               | Ika                                              | region                            |
| PE-JUN  | Junín                            | Junín                                                 | Hunin                                             | Junin                                            | region                            |
| PE-LAL  | La Libertad                      | La Libertad                                           | Qispi kay                                         | La Libertad                                      | region                            |
| PE-LAL  | La Libertad                      | La Libertad                                           | Qispi kay                                         | La Libertad                                      | region                            |
| PE-LAM  | Lambayeque                       | Lambayeque                                            | Lampalliqi                                        | Lambayeque                                       | region                            |
| PE-LIM  | Lima                             | Lima                                                  | Lima                                              | Lima                                             | region                            |
| PE-LOR  | Loreto                           | Loreto                                                | Luritu                                            | Luritu                                           | region                            |
| PE-MDD  | Madre de Dios                    | Madre de Dios                                         | Mayutata                                          | Madre de Dios                                    | region                            |
| PE-MOQ  | Moquegua                         | Moquegua                                              | Muqiwa                                            | Moqwegwa                                         | region                            |
| PE-PAS  | Pasco                            | Pasco                                                 | Pasqu                                             | Pasqu                                            | region                            |
| PE-PIU  | Piura                            | Piura                                                 | Piwra                                             | Piura                                            | region                            |
| PE-PUN  | Puno                             | Puno                                                  | Punu                                              | Puno                                             | region                            |
| PE-SAM  | San Martín                       | San Martín                                            | San Martin                                        | San Martín                                       | region                            |
| PE-TAC  | Tacna                            | Tacna                                                 | Taqna                                             | Takna                                            | region                            |
| PE-TUM  | Tumbes                           | Tumbes                                                | Tumpis                                            | Tumbes                                           | region                            |
| PE-TUM  | Ukajali                          | Ucayali                                               | Ukayali                                           | Ukayali                                          | region                            |